# Бетаки, Василий Павлович
Васи́лий Па́влович Бета́ки (29 сентября 1930, Ростов-на-Дону — 23 марта 2013, Осер) — русский поэт и переводчик поэзии, литературный критик.

## Биография
Сын Павла Васильевича Бетаки — художника-футуриста, работавшего в кино, и пианистки Сабины Борисовны Маркус. С 1931 года жил в Ленинграде. Пережил блокаду Ленинграда, в которой погибли его мать и отец.
Учился на Восточном факультете ЛГУ (иранистика), но в 1950 году вынужден был прервать учёбу, чтобы избежать ареста. В 1960 году окончил заочно Литературный институт. Ученик Павла Антокольского и Татьяны Гнедич.
Работал учителем, режиссёром самодеятельных театров, инструктором верховой езды, главным методистом Павловского Дворца-музея.
Первая публикация в 1956 году. Первая книга стихов вышла в 1965 году в Ленинграде. С 1965 по 1972 был членом Союза писателей.
Переводил поэзию с английского и немецкого, писал литературные передачи для радио, руководил литобъединением. В 1971 году стал победителем конкурса перевода трёх «главных» стихотворений Эдгара По («Ворон», «Колокола», «Улалюм»), которые были опубликованы в двухтомнике Эдгара По 1972 года («Художественная литература»). Это последняя публикация Бетаки до эмиграции.
В 1973 году эмигрировал и жил в парижском пригороде Мёдон. Двадцать лет проработал на радио «Свобода» и восемнадцать (в то же время) — в журнале «Континент». Был одним из организаторов переправки в СССР запрещённых русских книг, изданных на Западе. Во Франции выпустил восемнадцать книг стихотворений, книгу статей о современных русских поэтах и восемь книг переводов. Подготовил к изданию книгу А. Галича «Стихотворения и поэмы» для серии «Новая библиотека поэта» (СПб., 2006).
С 1989 года снова публиковался в России. Был постоянным автором журнала «Звезда», франкфуртских журналов «Мосты» и «Литературный европеец».

Стихи Бетаки отличаются образностью и многоплановостью. Он исходит из непосредственных впечатлений (картин города и природы), но также из политических событий современности и прошлого, подводя к толкованию этих впечатлений. Бетаки обладает отличным чувством формы, ему удаётся остроумная игра с рифмой.— Вольфганг Казак
Состоял в браке с поэтессой и переводчицей Галиной Усовой, есть две дочери. Вторая жена — поэтесса Виолетта Иверни. С 1991 г. был женат на математике Елене Кассель (р. 1954).

## Книги

### Сборники стихов
- «Земное пламя» (стихи). Ленинград 1965.
- «Замыкание времени» (из неизданных книг 1966—1973 гг.). Париж 1974.
- «Европа — остров» (стихи 1973—1980 гг. и разные переводы). Париж 1981.
- «Пятый всадник» (стихи). Париж 1985.
- «В граде Китеже» (стихи, написанные в эмиграции с 1973 по 1990). Ленинград 1991.
- «Жизнь в полстраницы» (избранная лирика 1962—1992). Париж 1992.
- «Стихи 1990—1993 годов». Париж 1993.
- «Итог романтизма» (1994—1996). Париж 1996.
- «Избранное. Стихи и переводы». Петербург 1998
- «Стихи разных лет». Москва 2001
- «После нашей эры». Петербург 2004
- «Меа» и «Калейдоскоп» — сетевые издания.
- «Тень Времени» (сетевое издание) 2010 г. Выпущено также в серии книжек «32 полосы» Ростов/Дон — Таганрог. 2010
- «Стихи и переводы» (из 15 книг), 400 стр., Одесса 2010, изд. «Альбир»
- «Снова Казанова (Мее-муу-А? Ррры!)», Одесса 2010, изд. «Альбир»; Мюнхен 2011 «Im Werden»
- «Из разных книг» (два сборника). В серии книжек «32 полосы», Ростов/Дон — Таганрог, «Нюанс» ноябрь 2011 г.
- «Тень времени» (стихи из трёх книг), «С неводом по берегу Леты» (очерки о забытых поэтах) и «Диалог о переводе». «Альбир» 2011 г. Одесса. 120 стр.
- «В ритме хлопающих крыльев», книга стихов с фотографиями, изд. «Саламандра», М. 2012.
- Василий Бетаки. Только сад. — Одесса: 2013.

### Избранные переводы
- Песни Ж. Бреля и Ж. Брассенса. Париж 1985.
- Р. Киплинг. Стихи (переводы Г. Бена и В. Бетаки). Париж 1986.
- Лина Костенко. Избранные стихи. Париж 1988.
- Т. С. Элиот. «Коты». Москва 1999. (Два издания)
- Вальтер Скотт. «Мармион», роман в стихах (Изд. РАН «Литературные памятники», СПБ 2000)
- Сильвия Плат. Избранные стихи, Москва 2000.
- «Сэр Гавейн и Зелёный Рыцарь» (Изд. РАН «Литературные памятники» Москва 2003)
- Сильвия Плат, «Полное собр. стихотворений» (Изд. РАН «Литературные памятники» Москва. 2008)
- Редьярд Киплинг «Из всех книг. Избранное». Составитель и редактор новых переводов В.Бетаки. Иллюстрированное издание для скачивания. «Саламандра» 2011
- «В поисках деревянного слона» Книга о Париже. Сетевое издание для скачивания с 200 иллюстраций. «Саламандра» 2011.
- Дилан Томас, авторское каноническое собрание стихов (полностью, впервые на русском языке). Перевод В. Бетаки, статья и комментарии Елены Кассель. Подготовлено для «Литературных памятников», но выпущено издательством «Саламандра» как сетевое издание.
- Роберт Фрост, «Избранные стихи» в переводе В. Бетаки, изд. «Нюанс», серия «32 полосы». Ростов-на-Дону — Таганрог, 2012

### Критика, мемуары
- «Русская поэзия за 30 лет» (статьи о 86 поэтах). Нью-Хейвен, США, 1987. Второе издание исправленное и изменённое в «Живом журнале» автора, 2009—2010.
- «С неводом по берегу Леты» (Об 11 забытых поэтах).
- «В ПОИСКАХ ДЕРЕВЯННОГО СЛОНА» Книга о Париже. Сетевое издание для скачивания с 200 иллюстраций. «Саламандра» 2011.
- «О корнях некоторых произведений М. Лермонтова и Эдгара По»